# Ахед Тамими

Ахед Тамим, работа итальянского художника Йорита Черулло. Вифлеем.

Ахед Тамими (араб. عهد التميمي‎ Ahad at-Tamimi; 31 января 2001 года, Наби Салих, Западный берег) — палестинская активистка. Получила известность по изображениям и видео, в которых она с раннего возраста занимается провокацией против израильских солдат. Сторонники Тамими считают ее борцом за свободу Палестины, сравнивая её с Малалой Юсуфзай и даже с Жанной д’Арк. Критики называют её «манекенщицей интифады», стремящейся привлечь поддержку западной публики, которой из политических соображений манипулировали родители, научившие её прибегать к насилию.
В декабре 2017 года она была арестована израильскими властями за удары и пощечину, нанесённые военнослужащему. Инцидент был снят на видео, ставшее вирусным и вызвавшее международный интерес и обсуждение. Согласилавшись на сделку о признании вины, Тамими была приговорена к восьми месяцам тюремного заключения и освобождена 29 июля 2018 года.

## Семья
Ахед Тамими родилась 31 января 2001 года в Наби-Салихе, небольшой деревне, расположенной примерно в 20 километрах к северо-западу от Рамаллы на Западном берегу реки Иордан. Ее отец, Бассем Тамими, родился в 1967 году, когда территория перешла под контроль Израиля в результате Шестидневной войны. В январе 2018 года Харриет Шервуд писала, что Бассем Тамими и его дети «знали только жизнь с контрольно-пропускными пунктами, удостоверениями личности, задержаниями, сносом домов, запугиванием, унижением и насилием. Это их нормальность».
Семья Ахед Тамими политически активна. Отец Тамими организовывал в своей деревне еженедельные антиизраильские демонстрации. Он заявлял, что «израильтяне арестовывают палестинских детей, чтобы похитить их органы», и что BBC об этом не напишет, поскольку «сионисты контролируют глобальные СМИ», что не помешало Amnesty International объявить его «узником совести». Братья Тамими задерживались за насилие в отношении израильских военных, включая метание камней.
По словам ее отца, Тамими подвергается угрозам со стороны израильских сил, когда ее узнают. Чтобы защитить ее от преследований, ее родители переселили ее в дом родственника в Рамалле, чтобы ей не приходилось проходить через израильские контрольно-пропускные пункты, чтобы продолжить свое среднее образование. По оценке Бассема, семейный дом, который планировалось снести в 2010 году, незадолго до того, как деревня начала проводить еженедельные акции протеста, по состоянию на сентябрь 2017 года подвергся 150 военным рейдам.

## Политическая активность
Тамими участвовала в протестах и политической агитации, выражая свое несогласие с расширением израильских поселений и задержанием палестинцев. Она утверждала, что задокументированные организованные протесты приведут к более широкому признанию борьбы палестинцев против «израильской оккупации». Семья Тамими занимается частой съёмкой видеороликов с Ахед в жанре, называемом в Израиле термином «Палливуд». Её вирусные изображения и видео вызвали широкий резонанс как в Израиле и Палестине, так и за их пределами. Неоднократно высказывалось мнение, что Ахед Тамими, с её голубыми глазами, светлыми волосами и подчёркнуто западным стилем в одежде, получила успех у западной публики потому, что похожа не на типичную мусульманску или палестинку, а на светскую девушку западного мира, с которой целевая аудитория может легко себя идентифицировать. По мнению критиков, это является продуманной медиастратегией.
В августе 2012 года, в возрасте 11 лет, Тамими получила похвалу от президента Палестины Махмуда Аббаса за попытку вмешаться в арест ее матери. Когда в 2012 году израильский солдат арестовал ее старшего брата, Тамини упоминалась в международных СМИ. Изображение Тамими, размахивающей кулаком перед солдатом, стало вирусным в социальных сетях, и ее пригласил в Турцию премьер-министр Турции Реджеп Тайип Эрдоган. Три года спустя она привлекла к себе внимание после того, как кусала и била израильского солдата в маске, который пытался увести ее младшего брата, потому что тот бросался камнями. В декабре 2016 года США отказали Тамими в визе для участия в туре с выступлениями под названием «Нет детей за решеткой / живое сопротивление».

### Инцидент с пощечиной
15 декабря 2017 года Тамими приняла участие в демонстрации в Наби-Салихе против расширения израильских поселений возле ее деревни. Акция протеста переросла в насилие, когда около 200 демонстрантов забросали камнями израильских солдат; солдаты организовались для подавления беспорядков и вошли в дом Тамими, чтобы усмирить протестующих, которые, по данным армии, продолжали бросать камни из дома. Во время этих событий 15-летний двоюродный Мохаммед Тамими, брат Ахед, был тяжело ранен в голову резиновой пулей. После этого Тамими вместе со своей матерью и другим двоюродным братом Нуром подошла к двум солдатам, находившимся возле их дома; было снято на видео, как женщины из семьи Тамими ругали, били, пинали и толкали солдат и дали одному из них пощёчину; солдаты не ответили.
Видеозапись инцидента была загружена в Facebook на страницу Нариман Тамими, матери Ахед, и стала вирусной. Несколько дней спустя, 19 декабря, Ахед Тамими была арестована в ходе ночного рейда. Через 13 дней Тамими было предъявлено военным судом обвинение в нападении, подстрекательстве и бросании камней; по делу также проходили её мать и Нур, арестованные в связи с инцидентом. Её мать также была обвинена в подстрекательстве из-за публикации видеозаписи задержания своей дочери, в которой Ахед Тамими призывала использовать для «освобождения Палестины» метание камней, ножевые теракты и теракты-самоподрывы. Дело привлекло внимание всего мира и вызвало споры о том, насколько обоснованной была сдержанность израильских солдат, не ответивших на удары и пощёчину. Митинги в поддержку Тамими прошли в Северной Америке и Европе.
24 марта 2018 года Тамими согласилась на сделку с прокуратурой о признании вины, согласно которой она будет отбывать восемь месяцев в тюрьме и платить штраф в размере 5000 шекелей (1437 долларов США). В рамках соглашения она признала себя виновной по одному пункту обвинения в нападении, одному пункту обвинения в подстрекательстве и двум пунктам обвинения, не связанным с инцидентом в декабре 2017 года, в воспрепятствовании действиям солдат. Находясь в тюрьме, Тамими получила диплом средней школы; она была освобождена 29 июля, решив изучать право и «привлекать к ответственности за оккупацию».

### Во время операции «Железные мечи»
Во время операции «Железные мечи», проводимой Израилем в ответ на вторжение ХАМАС в Израиль 7 октября 2023 года, Ахед Тамими заявила 30 октября в посте в Instagram: «Наше послание стадам поселенцев таково: мы ждем вас во всех городах [Западного] берега, от Хеврона до Дженина. Мы перережем вас, и вы скажете, что то, что сделал с вами Гитлер, покажется шуткой. Мы выпьем вашу кровь и выедим ваши черепа. Давайте, идите, мы вас ждем». Через неделю она была арестована Израилем, а ещё через 3 недели — освобождена в рамках сделки между Израилем и ХАМАС по обмену ряда палестинских заключённых на захваченных террористами заложников.